# Maison Zassetski
La Maison Zassetski ou Maison des Zassetski (en russe : Дом Засецких) est une maison particulière en bois à un seul étage, avec mezzanine et portique d'entrée, située dans la ville de Vologda en Russie (rue Leningradskaïa, 12). C'est un édifice protégé au niveau fédéral comme héritage architectural russe. Elle est construite en 1790 et modifiée considérablement à la fin du XIXe siècle. C'est la plus ancienne des maisons de la liste des maisons de l'architecture en bois de Vologda.

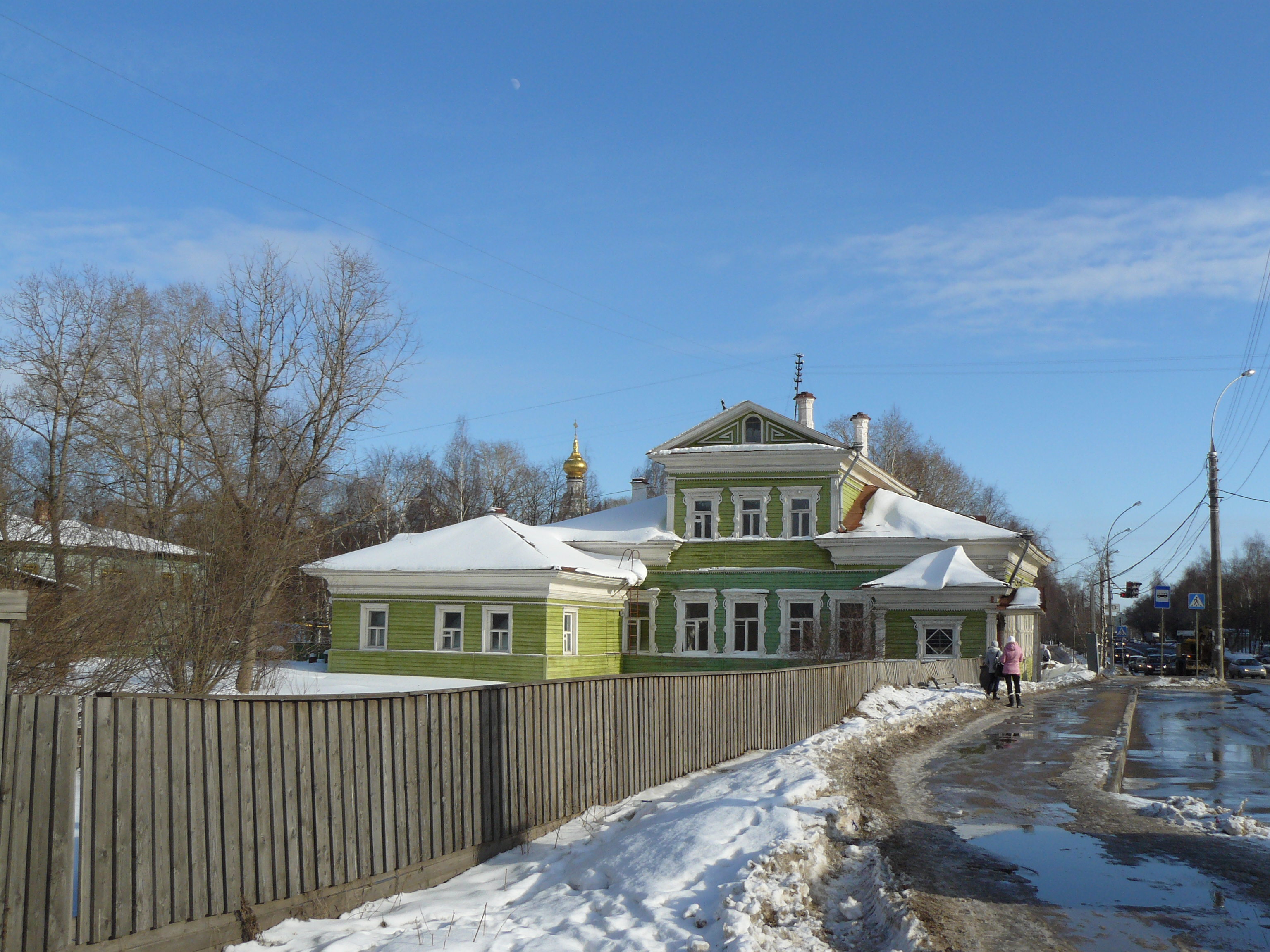
facade latérale de la maison Zassetski

## Histoire
La maison appartenait à un noble d'ancienne lignée du nom de Zassetski. Le plus célèbre de cette famille est Alexeï Alexandrovitch Zassetski (1717-1784), un des premiers ethnographes de la contrée. Il possédait une grande bibliothèque et est l'auteur des premiers livres sur Vologda écrits sur la base de manuscrits russes et étrangers (Le premier livre date de 1777).

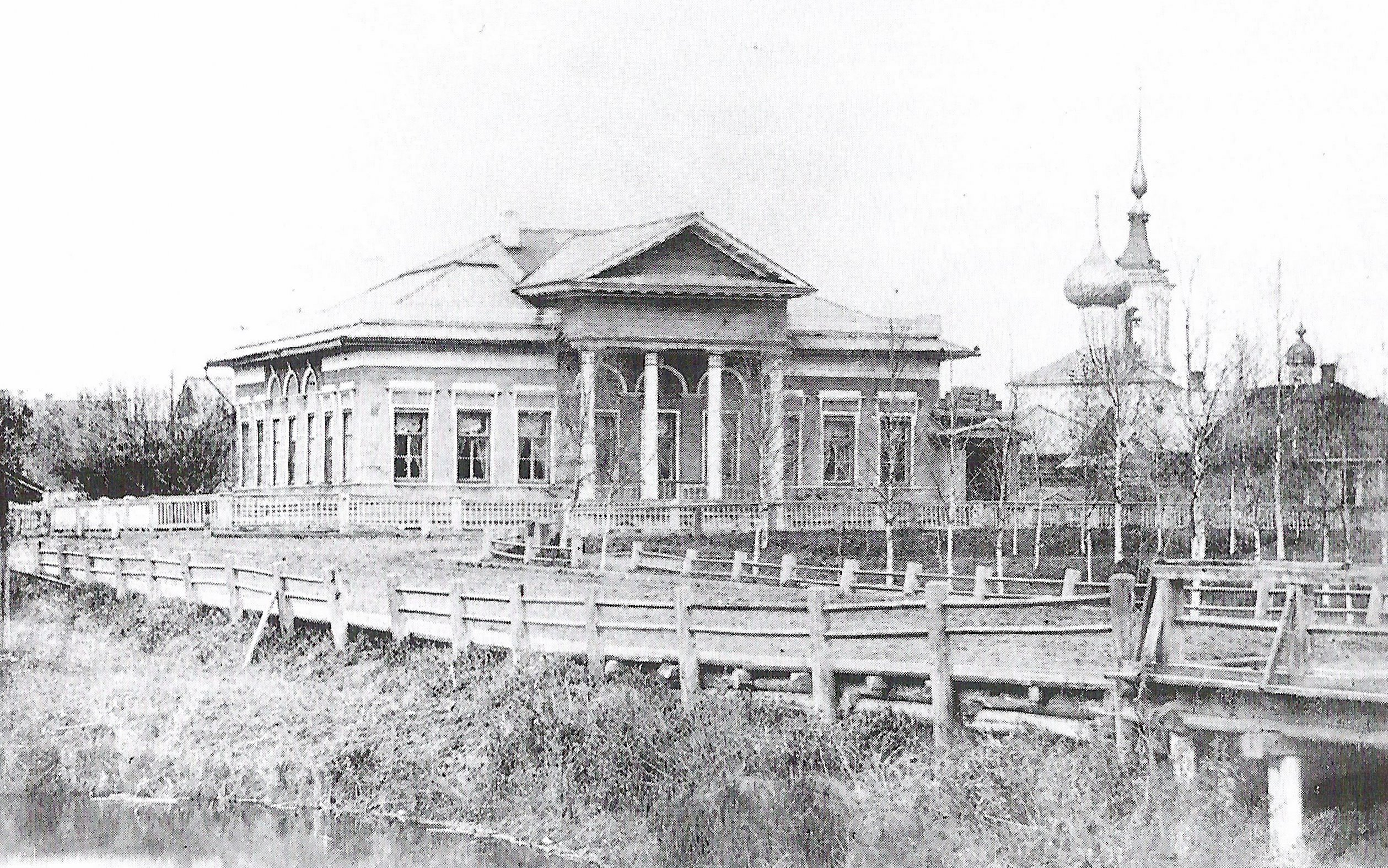
La Maison Zassetski sur une photo de la fin du XIXe siècle. Le pont traverse une douve du Kremlin de Vologda

## Architecture
La maison est construite en bois en style classique. L'auteur du projet n'est pas connu. Le centre de la façade est caractérisé par la présence d'un portique à quatre colonnes qui soutient un balcon. La façade est complétée par un fronton triangulaire. Les décorations sculptées en bois datent de la fin du XIXe siècle, début du XIXe siècle
À l'intérieur, les portes d'origine en acajou et leurs panneaux aux formes géométriques ont été conservées. Des poêles en faïence ont également été conservés.

## Article annexe
- L'Architecture en bois de Vologda